# Premio de la crítica discográfica alemana
El Premio de la crítica discográfica alemana, tuvo origen en una donación efectuada en 1963 por el editor Richard Kaselowsky. Posteriormente, en 1988 la asociación alemana de críticos discográficos retomó esta tradición y creó el premio en su versión actual. 
Durante el otoño de cada año el premio se otorgaba a diez categorías de grabaciones efectuadas en los últimos doce meses, y cada tres años premios especiales honoríficos.
La crítica publica además trimestralmente un listado de las mejores grabaciones, pero sin entregar premio alguno.

## Premiados
- 1973 Gerhard Schmidt-Gaden
- 1988 Hartmut Haenchen
- 1997 Huelgas Ensemble
- 2004 Heinz Holliger